# Primeiro concurso da Mega-Sena

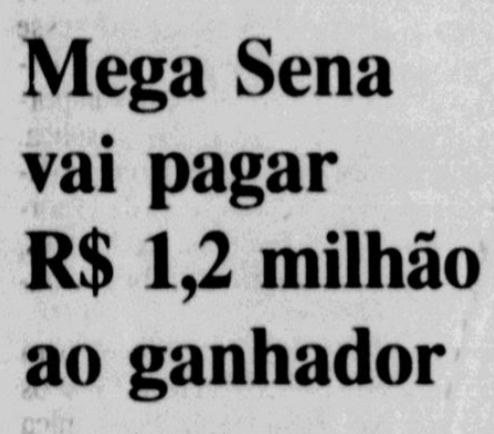
Jornal do Commercio anunciando o prêmio do primeiro concurso da Mega-Sena

O primeiro concurso da Mega-Sena teve seus números sorteados no dia 11 de março de 1996, em Brasília. A Mega-Sena é uma loteria criada pela Caixa Econômica Federal para substituir uma antiga loteria, a Sena, com a expectativa de entregar "prêmios gigantescos". Além dos prêmios, dentre as mudanças estavam o maior número de dezenas no volante e a maior dificuldade de acertar os números. Ninguém acertou os seis números sorteados no primeiro concurso, acumulando mais de um milhão de reais para o segundo, mas houve ganhadores de quina e quadra.

## Criação
A Mega-Sena foi criada pela Caixa Econômica Federal (CEF) a partir da estrutura de uma antiga loteria, a Sena, e surgiu como um sub-produto da mesma. A Sena permitia ao jogador acertar os números sorteados na Sena (acertar seis dezenas); Sena anterior (acertar as dezenas anteriores aos números sorteados); Sena posterior (acertar as dezenas posteriores aos números sorteados); Quina e a Quadra. Raimundo Oliveira, que fez parte de uma equipe que desenvolveu a Mega-Sena, disse que os ganhadores costumavam esquecer da Sena anterior e posterior, sendo essa uma das razões da criação da Mega-Sena.
O diretor comercial da CEF, Valdery Albuquerque, disse que a expectativa era entregar "prêmios gigantescos", com valores superiores a 30 milhões de reais. Ele também disse: "Uma pesquisa indicou que o apostador queria prêmios maiores". Os concursos da Sena, que ocorriam semanalmente, seriam mantidos, mas teriam seus valores descontados em 20% para formar o prêmio da Mega-Sena, sorteada a cada dez semanas. Antes de seu lançamento, o método de sorteio ainda estava sendo estudado, mas cogitou-se premiar aqueles que acertassem seis ou sete números. Valdery disse mais tarde que os valores acumulados interessariam os apostadores, assim como a possibilidade de acertos menores (quina e quadra), que não existiam em uma antiga loteria da época, a Supersena.
O valor para a aposta mínima da Mega-Sena era de um real, sendo que o da Sena era de 32 centavos. Valdery negou que o concurso havia sido criado apenas para aumentar o preço da loteria; "O preço da aposta subiu mas o prêmio também crescerá". Sérgio Cutulo, presidente da CEF, disse que a ideia era que a Mega-Sena recebesse o conceito de real time, já que poderia ser sorteada em regiões e horários diferentes.

## Lançamento
Em 9 de fevereiro de 1996, a CEF publicou um comunicado oficial no Estado de S. Paulo, anunciando alterações que seriam realizadas com o lançamento da Mega-Sena. As apostas do tipo "teimosinha" foram proibidas a partir do concurso 410 da Sena, sendo que o último no geral foi o concurso 415, que teve suas vendas encerradas no dia 1 de março. Como o último concurso da Sena não teve ganhadores na Sena anterior, o valor do prêmio, de 383.246,86 reais, acumulou para a Mega-Sena.
As vendas do concurso começaram em 4 de março. Lotéricos preveram "recordes de movimento" e "filas constantes". Um lotérico disse ao O Estado de S. Paulo que, naquele dia, no Shopping Eldorado, mil apostaram na Supersena e duzentos na Mega-Sena.

## Funcionamento e resultado
O volante da Mega-Sena era composto de sessenta números, doze a mais que a Supersena e dez a mais que a Sena. Do total do prêmio, além de 20% ser descontado para os concursos de final zero, eram entregues 30% para o ganhador da sena e, para ganhadores de quina e quadra, 25% cada. As chances de acertar os seis números sorteados com apenas uma aposta era de uma em 49 milhões, contra uma em doze milhões da Supersena.

| 04 – 05 – 30 – 33 – 41 – 52 |

Os números foram sorteados em 11 de março de 1996, em Brasília. Nenhum participante acertou os seis números, acumulando em 1.182.088,88 reais o valor da sena para o próximo concurso. Dezessete acertaram cinco números, ganhando 39.158,92 reais cada. Os 2016 que acertaram quatro números ganharam 330,21 reais cada.
Após o sorteio, um escritor anônimo disse ao Jornal do Brasil: "A Mega Sena veio pra arrebentar [...] Nenhum jogo vai chegar aos pés da MEGA SENA, é só esperar pra ver".